# Exèrcit Guerriller Túpac Katari
L'Exèrcit Guerriller Túpac Katari (EGTK) va ser una guerrilla de Bolívia d'ideologia indigenista i maoista, que porta el nom del líder de l'alçament indi de finals del segle xviii a l'Alt Perú, Túpac Katari. La data de la seva fundació és desconeguda però s'estima que va ser a començaments de 1990.
Desarticulada en la dècada de 1990, la majoria dels seus ideòlegs i militants es van inserir a la legalitat política a través de diferents partits polítics legals. Els principals exemples d'això són Álvaro García Linera que arribà a ser Vicepresident de la República de Bolívia com a candidat del Movimiento al Socialismo (MAS) d'Evo Morales, i Felipe Quispe Huanca, l'altre gran ideòleg de l'organització, que arribà a ser diputat pel Moviment Indígena Pachakuti (MIP), que ell mateix creà.
Mentre va estar actiu, el seu objectiu va ser lluitar per la igualtat social dins del territori bolivià i les nacions veïnes de les majories indígenes, aimara, quítxua, tupí-guaraní i altres. Es va nodrir de combatents provinents de les diferents organitzacions indigenistes, camperoles, feministes i estudiantils.
Molts analistes polítics i periodistes consideren a l'intent guerriller de l'EGTK com un dels més importants en la història de Bolívia durant segle xx, després de l'experiència guerrillera del Che Guevara, atès que, a diferència d'altres grups armats d'aquella època a Bolívia, l'EGTK es va esforçar per iniciar un aixecament armat popular i per aconseguir armar les comunitats indígenes en comptes d'aïllar-se en un grup selecte de combatents.

## Objectius
Entre els objectius que assenyalen els seus manifestos es troben:
- Lluita per la igualtat social dins del territori bolivià i nacions veïnes de les majories originàries andines, aimares, quítxues, tupí-guaranís i altres.

- Lluita contra l'alienació cultural i ideològica dels pobles dels Andes.

- Lluita contra la invasió de valors occidentals i consumistes.

- Lluita per la imposició de la moral andina (ama sua, ama llulla, ama khella, «no siguis lladre, no siguis mentider, no siguis fluix»). El pensament katarista considera la civilització occidental com decadent i corrupta en essència, ja que basa tota la seva filosofia, la seva estructura social i el sentit de l'existència en l'explotació despietada dels recursos naturals de planeta, i postula, que el consumisme, sentit de la vida d'Occident, està amenaçant l'existència de tot el vivent en aquest planeta.

- Lluita per una societat lliure de les terribles xacres, que considera pròpies de les grans ciutats d'Occident, com l'alcoholisme, la drogoaddicció, la corrupció, la fluixesa, el llibertinatge sexual, el robatori, la mentida, la infidelitat conjugal, la traïció i la falta de valors morals andins. Intenta defensar l'estructura bàsica de les societats andines, i en particular l'estructura familiar andina tradicional, del que considera una agressió per part de la societat occidental.